# Montagna-le-Reconduit
Montagna-le-Reconduit település Franciaországban, Jura megyében. Lakosainak száma 109 fő (2022. január 1.). Montagna-le-Reconduit Champagnat, Andelot-Morval, Balanod, Thoissia, Véria, Joudes és Les Trois-Châteaux községekkel határos.

## Népesség
A település népességének változása:
| Lakosok száma | 140  | 118  | 113  | 109  | 121  | 118  | 119  | 114  | 111  | 109  |
|               | 1968 | 1982 | 1990 | 2006 | 2013 | 2015 | 2017 | 2019 | 2020 | 2022 |